# Lux Pascal
Lux Pascal (Condado de Orange, California, 4 de junio de 1992) es una actriz chilena-estadounidense.

## Primeros años de vida
Nació el 4 de junio de 1992 en el Condado de Orange en Estados Unidos, donde sus padres, José Balmaceda y Verónica Pascal, ambos médicos chilenos de fertilidad, vivían exiliados tras el golpe de Estado de 1973, debido a que su madre era prima segunda de Andrés Pascal Allende, dirigente del Movimiento de Izquierda Revolucionaria.  Es la menor de cuatro hermanos: la productora Javiera Balmaceda, el actor Pedro Pascal y Nicolás. A los tres años Lux Pascal emigró a Chile junto a sus padres y su hermano Nicolás.
En Chile estudió en el Saint George's College, y en 2010 ingresó a estudiar teatro a la Pontificia Universidad Católica de Chile (PUC). En 2019 fue seleccionada entre dos mil candidatos para hacer un magíster de 4 años en actuación en la Escuela Juilliard, en Estados Unidos.

## Carrera
En 2014, mientras cursaba el cuarto año de teatro, protagonizó la obra La noche obstinada, del coreógrafo argentino Pablo Rotemberg. Ese mismo año debutó en televisión, integrando el elenco de la serie Los 80, emitida por Canal 13, donde interpretó a Axel Miller. En 2015 fue coprotagonista de la teleserie de TVN Juana Brava, y al año siguiente actuó en la telenovela Veinteañero a los 40 de Canal 13. A fines de 2016 tuvo su debut cinematográfico en Prueba de actitud, de Fabrizio Copano y Augusto Matte.
En 2017, tuvo su primera aparición en una serie internacional, cuando interpretó a Elías en la tercera temporada de la serie Narcos, de Netflix, donde compartió pantalla con su hermano Pedro. También en 2017, actuó en la obra de teatro Tebas Land, escrita por Sergio Blanco, bajó la dirección de Lucía de la Maza.
En 2019, participó en tres producciones cinematográficas chilenas: No quiero ser tu hermano, de Sebastián Badilla, Ella es Cristina, de Gonzalo Maza, y El príncipe, de Sebastián Muñoz. También protagonizó la obra de teatro Kassandra, obra en formato unipersonal sobre una mujer trans, escrita por Sergio Blanco y donde estuvo bajo la dirección de Soledad Gaspar. A pesar de haber firmado contrato para interpretar a Diego Catalán, desistió participar en Amor a la Catalán para migrar a Nueva York, siendo reemplazada en su rol por Francisco Dañobeitía.

## Vida personal
Desde 2011 está en pareja con el actor chileno José Antonio Raffo. Se declaró mujer transgénero en febrero de 2021, y adoptó el nombre de Lux Pascal, tomando su apellido materno.

## Teatro
- 2014: La noche obstinada
- 2017: Tebas Land
- 2019: Kassandra

## Filmografía

### Cine
- 2011: Baby Shower
- 2016: Prueba de actitud
- 2019: No quiero ser tu hermano
- 2019: Ella es Cristina
- 2019: El príncipe
- 2025: Miss Carbón

### Televisión
- 2014: Los 80
- 2015: Juana Brava
- 2016: Veinteañero a los 40
- 2017: Narcos
- 2017: 12 días que estremecieron Chile
- 2018: Santiago Paranormal
- 2019: Amor a la Catalán
- 2019: Héroes invisibles
- 2020: La jauría

## Reconocimiento
En 2021 fue nominada en la categoría Mejor actuación de soporte para Ella es Cristina.